# Gostinca (Lutnik)
Gostinca je potok koji izvire istočno od Ljubljane, u okolini sela Janče. Istočno od sela Podgrad ulijeva se u potok Lutnik, koji je desna pritoka rijeke Sava.